# Canal 3SC

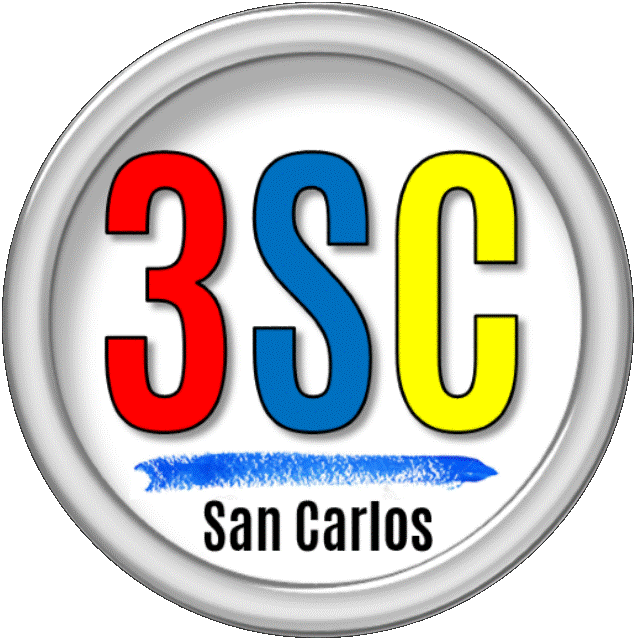
Logotipo oficial de Canal 3SC lanzado en 2017.

Canal 3 San Carlos, o simplemente Canal 3SC, es un medio de comunicación y plataforma cultural de la ciudad de San Carlos, en la provincia de Punilla, región de Ñuble, Chile. Fue fundada el 11 de agosto de 2016, por el sancarlino Elías Meza Falcón,y a la fecha se ha transformado en la primera plataforma audiovisual de la comuna.
Canal 3SC forma parte de la de prensa sancarlina, compuesta por medios escritos, radiales, audiovisuales y webs locales. A finales de 2017 incorporó a sus redes el sitio web canal3sc.cl Archivado el 18 de junio de 2021 en Wayback Machine., lugar donde incorpora periódicamente noticias y contenido escrito y audiovisual.
El contenido audiovisual de este medio está disponible en su canal de Youtube ("Canal 3SC").

## Medio de comunicación
Canal 3SC ha estado presente en San Carlos desde mediados de 2016 como un medio de comunicación. Informando acerca de acontecimientos locales y provinciales, ha marcado un precedente en la ciudad al trabajar en un formato audiovisual tipo televisión.
A inicios de 2017 tuvo un espacio titulado "Entrevista en Canal 3SC", donde se planificaron distintas entrevistas a personajes del acontecer local. El más destacado fue el cineasta Tomás Alzamora, director del film La Mentirita Blanca, cinta rodada en San Carlos.
Otro espacio noticioso ha sido "La nota 3SC Express", pequeño informativo de carácter local, con la conducción de Elías Meza. A lo largo de los meses, este espacio ha cambiado su formato en reiteradas ocasiones.
En sus casi dos años de existencia, el medio de comunicación ha se ha interesado por las actividades costumbristas, patrimoniales y culturales de la zona, en San Carlos y comunas aledañas. En su sitio web publica, periódicamente, artículos noticiosos, columnas y editoriales de índole cultural. 

## Plataforma cultural y creación multimedia
A lo largo de los casi dos años de vigencia de Canal 3SC, Elías Meza ha encabezado la creación de dos documentales históricos (los primeros en su tipo en la comuna) que han sido de relevancia local, regional e internacional. El primero de ellos, San Carlos: dos siglos de historia, la primera recopilación histórica audiovisual en la línea de tiempo sancarlina. La segunda producción fue el documental internacional San Carlos y Baena, 25 años de hermanamiento, que Canal 3SC hizo en conjunto con Cancionero TV, medio de comunicación de la ciudad de Baena, provincia de Córdoba, España. Ambas producciones fueron posibles gracias a la alianza de Canal 3SC  con la emisora radial local Violeta FM, de San Carlos.